# FMA IA-63 Pampa
L'FMA IA 63 Pampa è un addestratore avanzato con capacità di combattimento, sviluppato e costruito dall'azienda argentina Fábrica Militar de Aviones (FMA) in collaborazione con la tedesca Dornier-Werke GmbH.

## Progetto e sviluppo
Dal punto di vista progettuale, il Pampa fu influenzato dal Dassault-Dornier Alpha Jet. Tuttavia, l'aereo sudamericano differisce per il fatto di essere di dimensioni inferiori, ad ala dritta e monoreattore. Il suo sistema avionico è più semplice dell'aereo franco-tedesco, che ha anche una spiccata vocazione per il combattimento.
Il prototipo del Pampa volò la prima volta il 6 ottobre 1984.

## Varianti

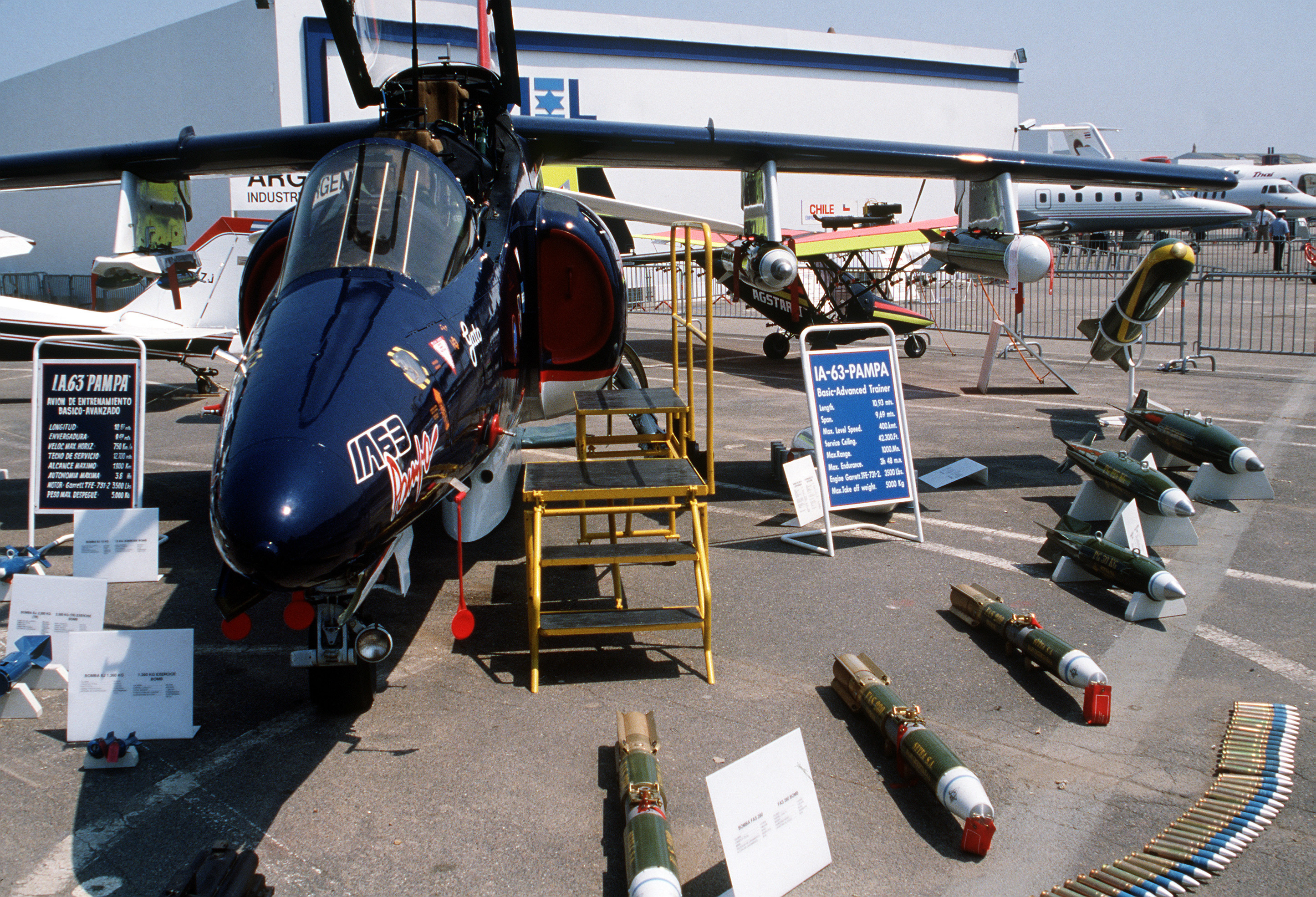
IA-63 Pampa esposto al 38º Salone internazionale dell'aeronautica e dello spazio di Parigi-Le Bourget.

Il Pampa è stato realizzato in tre varianti. Tuttavia, non è mai stato esportato fuori dai confini argentini.

### IA 63
Lo IA 63 è il modello base, la cui produzione iniziale fu enormemente ostacolata dalle critiche condizioni dell'economia argentina. Quindi, furono costruiti solo 20 aerei per la Fuerza Aérea Argentina. Questi sono in servizio con la IV Brigata Aerea a Mendoza, nel ruolo di addestratori avanzati per i piloti del Paese sudamericano.

### Vought Pampa 2000
Negli anni novanta, la Vought selezionò lo IA 63 come base per il Pampa 2000, con il quale l'azienda americana entrò nella gara per il JPATS, riguardante un aereo da addestramento basico per US Navy ed US Air Force (gara poi vinta da una versione apposita del Pilatus PC-9)

### AT-63 Pampa
In seguito all'acquisizione da parte della Lockheed-Martin della FMA, il Pampa fu sottoposto ad un aggiornamento di mezza vita. Questo ha riguardato un nuovo motore, un'avionica più avanzata, compatibile con quella dell'A-4AR Fightinghawk ed un carico bellico superiore. Il nuovo aereo, commercializzato dalla Lockheed-Martin, è stato chiamato AT-63 Pampa (addestramento all'attacco), ed ha volato la prima volta alla fine del 2001. L'unico cliente è l'Argentina, che ne ha ordinati venti esemplari di nuova costruzione (12 per le forze aeree ed i restanti per l'aviazione navale), in un'ottica di modernizzazione della flotta aerea. L'AT-63 è stato anche offerto, senza successo, a Colombia, Grecia e Venezuela al prezzo di 6 milioni di dollari l'uno.

### AT-63 Pampa III
3 esemplari in ordine, con il primo aereo che ha volato il 21 settembre 2018, con consegne completate al dicembre 2018. A questo standard saranno aggiornati i precedenti 18 Pampa II in servizio con l'aeronautica argentina. Ulteriori 3 aerei sono stati ordinati il 7 marzo 2019.

## Utilizzatori
Argentina
- Fuerza Aérea Argentina

18 IA-63 Pampa I consegnati dal 1984 al 1995, 17 in servizio all'ottobre 2019. Nel 2000 fu assegnato a FMA-Lockheed Martin un contratto da 230 milioni di dollari per la produzione di ulteriori 12 nuovi IA-63 Pampa II e l'aggiornamento dei 17 Pampa I ancora in servizio, ma la crisi del 2001-2002 portò alla sospensione del programma e la conseguente consegna di soli 6 aerei nel 2006-2007 (tutti in servizio all'ottobre 2019). Saranno tutti aggiornati allo standard Pampa III. 6 IA-63 Pampa III ordinati e tutti consegnati al 27 marzo 2020. Ulteriori 6 Pampa III ordinati a maggio 2021, il primo dei quali è stato consegnato ad aprile 2022.